# باسبيبياك (كيبك)
باسبيبياك (بالإنجليزية: Paspébiac)‏ هي بلدية محلية في كيبيك تقع في كندا في Bonaventure Regional County Municipality. يقدر عدد سكانها بـ 3,198 نسمة ومساحتها 95.20 كم2 .

## المدن التوأمة
مدينة دي موين (آيوا) هي مدينة توأمة لـباسبيبياك (كيبك).